# John Westland Marston
John Westland Marston, född den 30 januari 1819 i Boston, Lincolnshire, död den 5 januari 1890 i London, var en engelsk dramatiker, far till Philip Bourke Marston.
Marston författade bland annat sorgespelen The patrician’s daughter (1841), Strathmore (1849), Philip of France (1850) och Ann Blake (1852), dramerna The heart and the world (1847) och Life for life (1868), lustspelen Borough politics och The favourite of fortune (1866), förutom lyrik (Death ride at Balaclava) och noveller, till exempel A lady in her own right (1860). 
Marston strävade att skapa en nationell dramatisk stil, i vilken klassiskt och romantiskt skulle mötas. Hans Dramatic and poetical works utgavs i 2 band 1876.